# مايكل هوك (جراح)
مايكل هوك (بالإنجليزية: Michael Hoke)‏ هو جراح أمريكي، ولد في 24 يونيو 1874 في لينكنتون في الولايات المتحدة، وتوفي في 1944.